# Aszód (distrikt)
Aszód är ett distrikt i Ungern. Det ligger i provinsen Pest, i den centrala delen av landet, 40 km öster om huvudstaden Budapest.